# Kung Fu Wa!
Kung Fu Wa! (xinès simplificat: 天真与功夫袜, pinyin: Tiān Zhēn Yǔ Gōng Fū Wà) és una sèrie de televisió infantil d'animació xinesa produïda per UYoung Media i Tencent Penguin Pictures. La sèrie segueix la història d'una xica jove a qui se li atorguen superpoders gràcies a l'ajuda d'un mestre d'arts marcials convertit en un calcetí antropomòrfic.
Amb una audiència objectiu entre els 6 i els 9 anys, la primera temporada es va estrenar a la Xina el 3 d'agost de 2021 a Tencent Video, i al Regne Unit el 25 de juliol de 2022 a Pop.

## Trama
Tee Zeng, de huit anys, troba un calcetí estrany, d'un altre món, que en realitat és un mestre de Kung Fu anomenat Kung Fu Wa. Portar el calcetí transforma Tee Zeng en la superheroïna Kung Fu Girl. Ella i Kung Fu Wa han de completar missions i protegir la seua llar, Starry Island.

## Transmissió
La sèrie es va estrenar per primera vegada a Tencent Video, per a la Xina, l'agost de 2021. El juny d'aquell any, Federation Kids & Family, la filial d'entreteniment familiar de la distribuïdora de cinema amb seu a París Federation Studios, va adquirir els drets de distribució del programa per a la majoria dels mercats internacionals; UYoung Media, però, mantindria els drets de distribució estrangers per al mercat llatinoamericà.
El juliol del 2022, es va emetre a Latinoamèrica mitjançant el canal Discovery Kids.